# Ian Ho
Ian Yentou Ho (Hongkong, 25 april 1997) is een Hongkongs zwemmer. 

## Biografie
In 2021 nam Ho deel aan de uitgestelde Olympische Zomerspelen in Tokio. Zowel op de 50m vrije slag als op de 100m vrije slag werd Ho uitgeschakeld in de reeksen. Op de Aziatische Spelen van 2022 behaalde Ho de zilveren medaille op de 50 meter vrije slag.

## Internationale toernooien
| Jaar | Olympische Spelen                         | WK langebaan | WK kortebaan | PanPacs                                   | Aziatische Spelen |
| ---- | ----------------------------------------- | --- | --- | ----------------------------------------- | --- |
| 2019 |                                           | 38e 50m vrije slag 51e 100m vrije slag 24e 4×100m vrije slag 27e 4×100m wisselslag 16e 4×100m vrije slag gemengd | |                                           | |
| 2020 | Geen toernooien vanwege de coronapandemie | Geen toernooien vanwege de coronapandemie                                                                        | Geen toernooien vanwege de coronapandemie | Geen toernooien vanwege de coronapandemie | Geen toernooien vanwege de coronapandemie                                                                                             |
| 2021 | 32e 50m vrije slag 34e 100m vrije slag    | | 8e 50m vrije slag 10e 4x50m vrije slag 10e 4x100m vrije slag 11e 4x50m wisselslag 7e 4x50m vrije slag gemengd                                            |                                           | |
| 2022 |                                           | 23e 50m vrije slag 38e 50m vlinderslag DSQ 4×100m vrije slag DSQ 4×100m wisselslag 16e 4×100m vrije slag gemengd | 9e 50m vrije slag 33e 100m vrije slag 11e 4x50m vrije slag 11e 4x100m vrije slag 11e 4x50m wisselslag 13e 4x100m wisselslag 14e 4x50m wisselslag gemengd |                                           | 50m vrije slag · 14e 100m vrije slag · 11e 50m vlinderslag · 5e 4x100m vrije slag · 6e 4x100m wisselslag · Ho zwom enkel in de series |
| 2023 |                                           | 19e 50m vrije slag 47e 100m vrije slag 49e 50m vlinderslag 22e 4×100m vrije slag                                 | |                                           | |
| 2024 | 26 juli - 11 augustus                     | 11e 50m vrije slag 55e 100m vrije slag 8e 4×100m vrije slag gemengd 19e 4×100m wisselslag gemengd                | 10 december - 15 december |                                           | |

## Persoonlijke records
Bijgewerkt tot en met 22 mei 2024
Kortebaan
| Afstand         | Tijd  | Datum            | Plaats    |
| --------------- | ----- | ---------------- | --------- |
| 50m vrije slag  | 20,99 | 16 december 2022 | Melbourne |
| 100m vrije slag | 47,61 | 14 december 2022 | Melbourne |

Langebaan
| Afstand         | Tijd  | Datum            | Plaats |
| --------------- | ----- | ---------------- | ------ |
| 50m vrije slag  | 21,83 | 16 februari 2024 | Doha   |
| 100m vrije slag | 49,49 | 27 juli 2021     | Tokio  |